# Ландс Енд (нос)
Ландс Енд (на английски: Land’s End) е нос и залив в Югозападна Англия на Атлантически океан. Често е наричан „палецът на крака“ на Англия. Това е най-южната и забележителна точка от древните владения на херцога на Корнуол с характерна атмосфера и красиво крайбрежие.
Той е една от най-посещаваните природни забележителности на Великобритания, тъй като скалистият връх на този нос е мястото, където Англия свършва или започва. Древните корнуолци го наричали Пен фон Лаз, което означава „краят на земята“. Обърнати на запад в ясен ден могат да се видят очертанията на островите Сили, някогашното свърталище на пирати.
Нос Ландс Енд е от групата на повече от 100 каменисти острова, само 5 от които са обитаеми, но много повече имат имена. Тук има множество екзотични палми, редки морски птици и някои от най-красивите плажове във Великобритания. Най-посещаваният от тях е Треско, главно заради световноизвестните си градини, който е частна собственост от 1834 г.
С повече от 3000 вида растения те са смятани за най-хубавите на Британските острови.